# プレッツフェルト
プレッツフェルト (ドイツ語: Pretzfeld) は、ドイツ連邦共和国バイエルン州フォルヒハイム郡（オーバーフランケン行政管区）に属する市場町。

## 地理

### 位置
この町は、フレンキシェ・シュヴァイツ内、ヴィーゼント川沿いに位置し、果樹栽培とその加工業で知られている。トルバッハ川はこの町でヴィーゼント川に合流する。

### 自治体の構成
この町は、公式には12の地区 (Ort) からなる。このうち孤立農場などを除く集落を以下に列記する。
- ハーゲンバッハ
- ヘッツェルスドルフ
- リュッツェルスドルフ
- オーバーツァウンスバッハ
- ポッペンドルフ
- プレッツフェルト
- ウンターツァウンスバッハ
- ウルシュプリング
- ヴァンバッハ

## 行政

### 議会
プレッツフェルトの議会は、首長を含む14議席で構成される。

### 紋章
紋章は上下二に分割される。上部は、赤地に上向きの銀の（イノシシ狩りの）槍。下部は、銀地と青地の縦縞模様。

### 友好都市
- ブレッツフェルト （ドイツ、バーデン＝ヴュルテンベルク州ホーエンローエ郡）

## 人物
- ヴァルター・ショットキー (1886 – 1976) 物理学者

## 引用
1. ↑  https://www.statistikdaten.bayern.de/genesis/online?operation=result&code=12411-003r&leerzeilen=false&language=de Genesis-Online-Datenbank des Bayerischen Landesamtes für Statistik Tabelle 12411-003r Fortschreibung des Bevölkerungsstandes: Gemeinden, Stichtag (Einwohnerzahlen auf Grundlage des Zensus 2011)
2. ↑  Bayerische Landesbibliothek Online